# Protonotář
Protonotář býval vedoucí kanceláře, mezi ostatními pracovníky kanceláře (notáři) označován jako tzv. první notář (řecko-lat. protonotarius) nebo také sekretář. 
V Konstantinopolském patriarchátu byl prvním hned po patriarchovi, zařizoval všechny důležité písemnosti a byl kontaktní osobou mezi ním a podřízenými církevními hodnostáři. Ve Vatikánu tvoří apoštolští protonotáři zvláštní dvanáctičlenný sbor (protonotariát), který ověřuje zásadní listiny, jakou jsou papežské buly, provádí kanonizaci a vyřizuje další důležité písemné záležitosti.